# 오네이로이

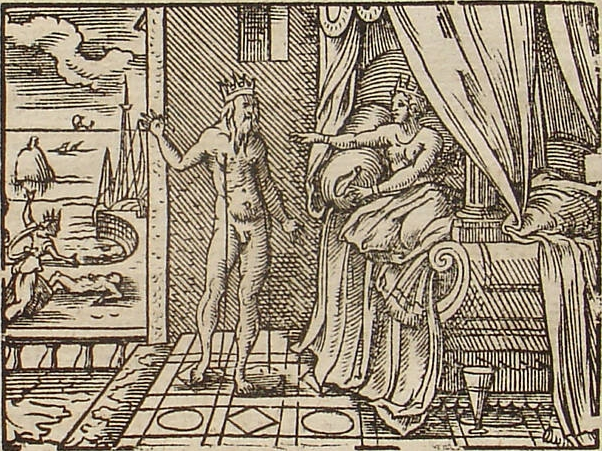
알키오네에게 나타난 꿈의 신, 모르페우스.

오네이로이(그리스어: Ὄνειροι)는 그리스 신화에서 ‘꿈’이 의인화 된 신의 이름이다. 이들은 항상 복수로 묘사된다.
헤시오도스의 신통기에 따르면 오네이로이는 ‘밤’을 뜻하는 여신 (닉스)가 스스로 낳은 자식들로 모로스(운명), 타나토스(죽음), 아파테(사기), 모모스(비난), 모이라이(운명의 여신들), 오이지스(불행), 필로테스(우정), 에리스(불화, 不和) 등과 남매지간이다. 그러나 히기누스에 따르면 그들은 에레보스와 뉙스가 결합 해 낳은 자식으로 보며 오비디우스는 오네이로이를 솜누스-잠의 신의 아들로, 에우리피데스에 따르면 그들은 가이아의 자식이라고 한다.
오이네로이들은 저승 근처의 오케아노스 저편, 태양신 헬리오스의 문 근처에 산다고하며 그들에게는 문이 두 개 있었다고 한다. 인간들에게 꿈을 내보내는데 진실된 꿈은 뿔로 장식된 문을 통해 내보내고 거짓 꿈은 상아로 만든 문을 통해 보낸다.
오이네로이들 중 유명하고 강력한 꿈들은 모르페우스, 포베토르, 판타소스이다. 이들은 각각 꿈에서 자신의 형상을 드러내는데 모르페우스는 인간의 형상, 포베토르는 동물, 판타소스는 나무나 바위 같은 무정물로 나타난다고 한다.